# NHL 19
NHL 19 — двадцать восьмая игра серии NHL, созданная разработчиками EA Canada и изданная EA Sports. Игра была выпущена для консолей восьмого поколения PlayStation 4 и Xbox One 14 сентября 2018 года.

## Новые функции
В НХЛ 19 были включены новые игровые режимы, которые позволяли игрокам играть на открытых катках, онлайн и офлайн. Режим World of CHEL это игровой центр новых и возвращающихся режимов, объединенных в единую систему вознаграждений. Игрок может создать своего персонажа и соревноваться, чтобы заработать индивидуальную экипировку и улучшения игрока. В режиме «Ones» игроки сталкиваются лицом к лицу в игре «1 на 1 на 1» на замерзшем пруду.

## Саундтрек
В саундтреке к игре представлены 20 песен разных исполнителей, таких как Twenty One Pilots, Imagine Dragons и Panic! at the Disco.

## Отзывы
| Сводный рейтинг | Сводный рейтинг | Сводный рейтинг |
| Издание         | Оценка          | Оценка          |
| Издание         | PS4             | Xbox One        |
| --------------- | --------------- | --------------- |
| GameRankings    | 81,19 %         | 84,00 %         |

НХЛ 19 получила «благоприятные» отзывы от критиков для обеих платформ, со средневзвешенным счетом 80 из 100, на основе 28 критиков, для PS4, и 82/100, на основе 18 критиков, для Xbox One. Обширные возможности настройки NHL 19 были встречены с особой похвалой. Количество опций создает множество уникальных образов для использования и персонализированных способов игры. Рецензенты также поделились положительными мнениями о новой технологии анимации движения Real player. Несмотря на в целом положительный отклик, была также некоторая критика. Редактор Брайан Мазик из Forbes в кратком изложении своего обзора заявил: «С другой стороны, отсутствует настройка, некоторые проблемы обнаружения столкновений, а также некоторые устаревшие и менее впечатляющие элементы презентации». (англ. «On the downside, there is a lack of customization, some collision-detection issues, as well as some dated and less-than-impressive presentation elements.»)